# Verwaltungsgemeinschaft Mittleres Schwarzatal
De Verwaltungsgemeinschaft Mittleres Schwarzatal in het Thüringische landkreis Saalfeld-Rudolstadt was een gemeentelijk samenwerkingsverband waarbij 12 gemeenten waren aangesloten. Het bestuurscentrum bevond zich in Sitzendorf.

## Geschiedenis
Op 1 januari 2019 fuseerde het samenwerkingsverband met de Verwaltungsgemeinschaft Bergbahnregion/Schwarzatal tot de huidige Verwaltungsgemeinschaft Schwarzatal, met uitzondering van de gemeenten Dröbischau en Oberhain, die met Königsee-Rottenbach fuseerden tot de gemeente Königsee.

## Deelnemende gemeenten
De volgende gemeenten maakten deel uit van de Verwaltungsgemeinschaft:
1. Allendorf (Thüringen)
2. Bechstedt
3. Döschnitz
4. Dröbischau
5. Mellenbach-Glasbach
6. Meura
7. Oberhain
8. Rohrbach (bij Saalfeld)
9. Schwarzburg
10. Sitzendorf *
11. Unterweißbach
12. Wittgendorf (Thüringen)